# 4554 Fanynka
4554 Fanynka este un asteroid din centura principală, descoperit pe 28 octombrie 1986 de Antonín Mrkos.